# 鴨川村
鴨川村（かもがわむら）は、兵庫県加東郡にあった村。現在の加東市の北東端、東条川の支流・鴨川の上流域にあたる。

## 地理
- 河川：鴨川

## 歴史
- 1889年（明治22年）4月1日 - 町村制の施行により、上鴨川村・下鴨川村・平木村の区域をもって発足。
- 1955年（昭和30年）3月31日 - 社町・福田村・米田村・上福田村と合併し、改めて社町が発足。同日鴨川村廃止。